# Цветана Піронкова
Цвета́на Піронко́ва (болг. Цветана Кирилова Пиронкова, нар. 13 вересня 1987, Пловдив, Болгарія) — болгарська тенісистка. Найвищим досягненням Цветани в турнірах Великого шолома був півфінал Віблдону 2010. Серед любителів тенісу вона знаменита тим, що тричі перемагала в турнірах Великого шолома Вінус Вільямс.

## Дитинство та юність
Цветана народилася в родині каноїста Кирила Піронокова та плавчині Радосвети Піронкової. Тенісом вона почала займатися з чотирьох років. Її тренує батько.
Професіоналом вона стала в 2002, коли їй було 14. Вона перемогла у своєму першому турнірі серії ITF. В турнірах WTA Цветана виступає з 2005 року.

## 2011
Першим турніром Цветани в 2011 р. був Moorilla Hobart International в австралійському Гобарті, де вона програла Пен Шуай у першому колі.
На Відкритому чемпіонаті Австралії Піронкова вибула в другому колі, поступившись Моніці Нікулеску.
На Відкритому чемпіонаті Франції 2011 вона була посіяна 32-ю, але програла вже в другому колі Хіселі Дулько.
На Вімблдоні 2011 Цветана отримала 32 номер посіву. В третьому колі вона перемогла сіяну третьою Віру Звонарьову 6-2, 6-3, взявши реванш на поразку в півфіналі Вімблдону 2010. В четвертому колі вона здолала Вінус Вільямс 6-2, 6-3, але у чвертьфіналі поступилася Петрі Квітовій у трьох сетах.

## 2014
На початку року Цвітана виграла свій перший турнір WTA — Sydney International, здолавши в фіналі Анджелік Кербер.

## Статистика
У таблиці наведена статистика кар'єри станом на червень 2011 р.
Легенда
- НГ — не грала
- НК — не кваліфікувалася

| Турніри великого шолома                  |                 |                 |                 |                 |                 |                 |                 |                 |                 |               |         |
| Australian Open                          | не брала участі | не брала участі | не брала участі | не брала участі | 2к              | 1к              | 2к              | 2к              | 2к              | 2к            | 5–6     |
| French Open                              | не брала участі | не брала участі | не брала участі | не брала участі | 2к              | 1к              | 2к              | 1к              | 1к              | 2к            | 3–6     |
| Вімблдон                                 | не брала участі | не брала участі | не брала участі | НК5             | 2к              | 1к              | 1к              | 1к              | ПФ              | ЧФ            | 6–5     |
| US Open                                  | не брала участі | не брала участі | не брала участі | НК5             | 1к              | 2к1             | 1к              | 1к              | 2к              |               | 2–5     |
| Виграші-Програші                         | 0–0             | 0–0             | 0–0             | 3–3             | 3–4             | 4–4             | 2–4             | 1–3             | 7–3             |               | 21–20   |
| Олімпійські ігри                         |                 |                 |                 |                 |                 |                 |                 |                 |                 |               |         |
| Літні Олімпіади                          | не проводився   | не проводився   | нг              | не проводився   | не проводився   | не проводився   | 2к              | не проводився   | не проводився   | не проводився | 1–1     |
| Підсумковий турнір року                  |                 |                 |                 |                 |                 |                 |                 |                 |                 |               |         |
| Чемпіонат WTA                            | не брала участі | не брала участі | не брала участі | не брала участі | не брала участі | не брала участі | не брала участі | не брала участі | не брала участі |               | 0–0     |
| Турніри WTA вищої категорії, обов'язкові |                 |                 |                 |                 |                 |                 |                 |                 |                 |               |         |
| Індіан-Веллс                             | нг              | нг              | нг              | нг              | 2к              | 2к              | 2к              | 2к              | 2к2             | 2к            | 5–6     |
| Кі-Біскейн                               | нг              | нг              | нг              | нг              | 1RLL            | 1к              | 1к              | 1к              | 2к2             | 2к            | 2–7     |
| Мадрид                                   | не проводився   | не проводився   | не проводився   | не проводився   | не проводився   | не проводився   | не проводився   | НК3             | НК3             |               | 0–0     |
| Пекін                                    | не проводився   | не проводився   | не 1-ї          | не 1-ї          | не 1-ї          | не 1-ї          | не 1-ї          | нг              | 1к              |               | 0–1     |
| Турніри WTA вищої категорії, 5 чільних   |                 |                 |                 |                 |                 |                 |                 |                 |                 |               |         |
| Дубай                                    | не 1-ї          | не 1-ї          | не 1-ї          | не 1-ї          | не 1-ї          | не 1-ї          | нг              | 2к              | НК3             | 2к            | 1–3     |
| Рим                                      | нг              | нг              | нг              | нг              | нг              | нг              | ЧФ2             | 1к              | НК3             |               | 5–2     |
| Цинциннаті                               | не проводився   | не 1-ї          | не 1-ї          | не 1-ї          | не 1-ї          | не 1-ї          | не 1-ї          | нг              | нг              |               | 0–0     |
| Монреаль/Торонто                         | нг              | нг              | нг              | нг              | нг              | нг              | нг              | нг              | нг              |               | 0–0     |
| Токіо                                    | нг              | нг              | нг              | нг              | нг              | нг              | нг              | нг              | 2к              |               | 1–1     |
| Колишні турніри WTA 1-ї категорії        |                 |                 |                 |                 |                 |                 |                 |                 |                 |               |         |
| Чарлстон                                 | нг              | нг              | нг              | нг              | нг              | нг              | нг              | нг              | не в 5          | не в 5        | 0–0     |
| Кубок Кремля                             | нг              | нг              | нг              | НК3             | нг              | нг              | нг              | ЧФ              | 2к              |               | 2–1     |
| Доха                                     | не 1-ї          | не 1-ї          | не 1-ї          | не 1-ї          | не 1-ї          | нг              | нг              | не проводився   | не проводився   | нг            | 0–0     |
| Берлін                                   | нг              | нг              | нг              | нг              | НК5             | нг              | НК5             | не проводився   | не проводився   | не проводився | 2–2     |
| Сан-Дієго                                | нг              | нг              | нг              | нг              | нг              | нг              | не проводився   | не проводився   | A               |               | 0–0     |
| Цюрих                                    | нг              | нг              | нг              | нг              | 1к1             | нг              | НК5             | не проводився   | не проводився   | не проводився | 4–2     |
| Всього турнірів                          | 4               | 12              | 9               | 13              | 23              | 24              | 23              | 27              | 23              | 3             | 154     |
| Фінали                                   | 2               | 4               | 1               | 4               | 0               | 1               | 1               | 0               | 0               | 0             | 13      |
| Всього виграних                          | 2               | 3               | 0               | 1               | 0               | 1               | 0               | 0               | 0               | 0             | 7       |
| Виграші/поразки                          | 15–3            | 35–9            | 25–10           | 41–12           | 31–23           | 30–23           | 36–23           | 23–27           | 33–23           | 3–7           | 273–159 |
| Відсоток перемог                         | 83 %            | 79 %            | 71 %            | 77 %            | 58 %            | 56 %            | 61 %            | 46 %            | 58 %            |               | 64 %    |
| Місце в рейтингу на кінець року          | 558             | 344             | 295             | 88              | 62              | 98              | 46              | 100             | 35              |               | N/A     |

1 Піронкова виграла три матчі кваліфікаційного турніру.
2 Піронкова виграла два матчі кваліфікаційного турніру.
3 Піронкова програла в першому колі кваліфікаційного турніру.
4 Піронкова програла в другому колі кваліфікаційного турніру.
5 Піронкова програла в фінальному колі кваліфікаційного турніру.
LL Піронкова потрапила в основну сітку як щасливий лузер.